# Ружье, Тони
Энтони Лео Ружье (англ. Anthony Leo Rougier; род. 17 июля 1971, Ла-Бреа) — тринидадский футболист, полузащитник.

## Карьера

### Клубная
Свою карьеру начал в 15 лет в клубе «Ла-Бреа Эйнджелс». Затем через несколько лет Ружье сумел пробиться в состав одного из лидеров тринидадского первенства команду «Юнайтед Петротрин». С ней Ружье выиграл кубок страны.
В 1995 году полузащитник перебрался в Шотландию, где он в течение 4 лет выступал за клубы Первого дивизиона «Рэйт Роверс» и «Хиберниан». Затем Ружье перебрался в соседнюю Англию. Там он играл за команды из низших лиг.
В 2004 году полузащитник некоторое время выступал в китайской лиге за «Нанькин Йойо». Завершал свою карьеру Ружье на родине. Последней клубом футболиста был «Саут-Энд». В 2009 по 2011 гг. он играл за него и параллельно занимал должность технического директора.

### Сборная
За сборную Тринидада и Тобаго Антони Ружье дебютировал в 1995 году. Всего за неё он сыграл 67 игр и забил 5 мячей. В 2006 году в составе сборной полузащитник должен был поехать на Чемпионат мира в Германию. Однако незадолго до турнира Ружье перенёс сердечный приступ. В итоге наставник «соки уорриорз» Лео Бенхаккер не стал подвергать опасности здоровье футболиста и не внёс его в окончательный состав заявки команды. Своё решение наставник сборной прокомментировал так:
«Парень работал фантастически, и он сделал все, что должен был сделать для того, чтобы попытаться сделать это. В конце концов, мне пришлось принять такое решение».

## Достижения

### Национальные
Шотландия
- Победитель Первого дивизиона шотландской футбольной лиги (2): 1994/1995, 1998/1999

 Англия
- Серебряный призёр Второго дивизиона Футбольной лиги (1): 2000/2001.

 Тринидад и Тобаго
- Обладатель Кубка Тринидада и Тобаго (1): 1993.

### Международные
Сборная Тринидада и Тобаго
- Бронзовый призёр Золотого кубка КОНКАКАФ (1): 2000.
- Обладатель Карибского кубка (2): 1996, 1999.
- Серебряный призёр Карибского кубка (1): 1998.